# Orašje (gmina Varvarin)
Orašje (cyr. Орашје) – wieś w Serbii, w okręgu rasińskim, w gminie Varvarin. W 2011 roku liczyła 626 mieszkańców.